# Laura Ioana Paar
Laura-Ioana Paar, născută Andrei, (n. 31 mai 1988, București, România) este o jucătoare română de tenis. Cea mai bună clasare a sa la simplu este locul 190 mondial, în februarie 2021, iar la dublu 113 mondial în martie 2020. S-a născut în București și a început să joace tenis la vârsta de șase ani.A câștigat un titlu la dublu în circuitul WTA, precum și 13 titluri la simplu și 53 la dublu pe circuitul ITF.

## Cariera
La 19 mai 2019, Laura Paar a debutat în circuitul WTA, în turneul de la Nürnberg, ajungând pe tabloul principal după ce a învins-o în ultimul tur din calificări pe cipriota de origine română Raluca Șerban.
În martie 2020, Paar a câștigat proba de dublu a turneului de la Lyon, alături de germana Julia Wachaczyk. Cele două au învins în finală cuplul olandez Lesley Pattinama Kerkhove / Bibiane Schoofs, scor 7–5, 6–4.

## Legături externe
- Profil la WTAtennis.com
- Laura Ioana Paar la International Tennis Federation